# Lake Pearson
Der Lake Pearson ist ein See in der Region Canterbury auf der Südinsel von Neuseeland.

## Geographie
Der Lake Pearson befindet sich östlich der Craigieburn Range und nördlich der Torlesse Range und wird an seiner Westseite vom New Zealand State Highway 73 flankiert. Der nahezu zweigeteilte See erstreckt sich über eine Länge von rund 3,57 km in Nordnordost-Südsüdwest-Richtung und misst an seiner breitesten Stellen im südlichen Teil rund 1,13 km in Westnordwest-Ostsüdost-Richtung. Seine Gesamtfläche beträgt rund 1,94 km² bei einem Umfang von rund 10 km.
Gespeist wird der See von verschiedenen kleinen Bächen und am südöstlichen Ende des Sees befindet sich der Abfluss über den Winding Creek. Im nördlichen kleinen Zipfel des Sees befindet sich eine kleine rund 0,8 Hektar große, mit Baumbestand versehene, nicht näher bezeichnete Insel.